# 25manna
25manna är en tävling inom orientering. Tävlingen är en stafett och arrangeras varje höst i Stockholmsområdet. Varje lag består av 25 personer och skall innehålla både kvinnor och män. Varje lag måste också innehålla ett visst antal kvinnor. Även åldersmässigt måste det vara spridning. Vissa sträckor är öppna för samtliga löpare och vissa är låsta för yngre eller äldre löpare. Dessutom är vissa sträckor damsträckor.

## Sträckor
25mannastafetten består av fem sträckor som löps av en löpare åt gången och fem sträckor som löps av fyra parallellt löpande deltagare.
| Sträcka 1  | Löpare 1  |           |           |           |
| Sträcka 2  | Löpare 2  |           |           |           |
| Sträcka 3  | Löpare 3  | Löpare 4  | Löpare 5  | Löpare 6  |
| Sträcka 4  | Löpare 7  | Löpare 8  | Löpare 9  | Löpare 10 |
| Sträcka 5  | Löpare 11 | Löpare 12 | Löpare 13 | Löpare 14 |
| Sträcka 6  | Löpare 15 | Löpare 16 | Löpare 17 | Löpare 18 |
| Sträcka 7  | Löpare 19 | Löpare 20 | Löpare 21 | Löpare 22 |
| Sträcka 23 | Löpare 23 |           |           |           |
| Sträcka 24 | Löpare 24 |           |           |           |
| Sträcka 25 | Löpare 25 |           |           |           |

Första sträckans löpare startar med mass-start. När Löpare 1 kommer in växlar denna till Löpare 2 genom att räcka denna kartan för sträcka 2 från kartplanket. När Löpare 2 kommer tillbaka ger denna kartor till Löparna 3, 4, 5 och 6 som går ut samtidigt på sträcka 3. Den av dessa löpare som kommer först in växlar till Löpare 7, den andra som kommer in växlar till Löpare 8 o.s.v. På liknande sätt görs detta fram till sträcka 7. De tre första av Löparna 19, 20, 21 och 22 som går i mål på sträcka 7 kommer istället för att överlämna en tävlingskarta till Löpare 23 ge denna en "blindkarta", ett färgat papper. Den sista löparen som går i mål på sträcka 7 ger Löpare 23 en tävlingskarta. Löpare 23 ska på väg ut i skogen ge de tre blindkartorna till en funktionär. Löpare 23 växlar till Löpare 24 som växlar till Löpare 25 som på vanligt sätt går i mål.
Om löparna inom respektive sträcka tar mycket olika lång tid på sig att genomföra sitt lopp finns risk för s.k. "kartvarvning". Om t.ex. en löpare på sträcka 4 går i mål innan sista löparen på sträcka 3 gått i mål, ska inte översta kartan på kartplanket tas (som ju tillhör sträcka 4), utan en karta för sträcka 5 längre ned i bunten.

## Lagsammansättning
För 2012 års tävling ska lagen bestå av 25 personer, med följande villkor:
- högst nio herrar mellan 21 och 39 års ålder,
- minst sju damer,
- minst en av damerna måste vara antingen högst 14 år eller minst 45 år gammal,
- minst en annan av damerna måste vara antingen högst 18 år eller minst 35 år gammal,
- minst en av lagets deltagare måste vara högst 16 år gammal.

Respektive sträcka får 2012 tillsättas med följande villkor på löparna:
- Sträcka 1: Endast damer
- Sträcka 2: Alla
- Sträcka 3: Endast damer
- Sträcka 4: Ej damer mellan 19 och 39 års ålder eller herrar mellan 15 och 54 års ålder
- Sträcka 5: Alla
- Sträcka 6: Ej herrar mellan 17 och 39 års ålder
- Sträcka 7: Alla
- Sträcka 23: Ej damer mellan 19 och 34 års ålder eller herrar mellan 15 och 49 års ålder
- Sträcka 24: Endast damer
- Sträcka 25: Alla

Som brukligt i orientering räknas den ålder som uppnås under kalenderåret, oberoende av när på året men är född.

## Historik
Se även: 25mannas historia
| År   | Segrare                        | Arrangör                                          | Plats                          | Antal lag |
| ---- | ------------------------------ | ------------------------------------------------- | ------------------------------ | --------- |
| 1974 | Stockholms OK                  | Farsta OK                                         | Ågesta                         | 23        |
| 1975 | OK Österåker                   | Gustavsbergs IF                                   | Ekvallen                       | 53        |
| 1976 | Södertälje IF                  | Väsby OK                                          | Runby, Upplands Väsby          | 54        |
| 1977 | Järfälla OK                    | Tyresö SOK                                        | Alby                           | 53        |
| 1978 | Järfälla OK                    | OK Rävarna                                        | Rudan                          | 49        |
| 1979 | Järfälla OK                    | Turebergs IF                                      | Törnskogen                     | 49        |
| 1980 | Väsby OK                       | Snättringe SK                                     | Visättra                       | 47        |
| 1981 | OK Ravinen                     | Skarpnäcks OL                                     | Lilljansskogen                 | 96        |
| 1982 | OK Ravinen                     | Täby IS                                           | Löttinge, Täby                 | 121       |
| 1983 | Stora Tuna IK                  | SoIK Hellas                                       | Djurgården                     | 184       |
| 1984 | Järfälla OK                    | IFK Tumba                                         | Kassmyra, Tumba                | 188       |
| 1985 | Tullinge SK                    | Sundbybergs IK                                    | Kista                          | 203       |
| 1986 | Järfälla OK                    | Mälarö SOK                                        | Ekebyhov                       | 215       |
| 1987 | Sundsvalls OK                  | Haninge SOK                                       | Jordbro                        | 235       |
| 1988 | IFK Södertälje                 | Järfälla OK                                       | Järvafältet                    | 268       |
| 1989 | Tullinge SK                    | IFK Lidingö                                       | Grönsta, Lidingö               | 319       |
| 1990 | IFK Södertälje                 | OK Ravinen/Järla IF OK                            | Nackareservatet                | 360       |
| 1991 | Stora Tuna IK                  | Täby OK/OK Österåker                              | Rönninge by                    | 362       |
| 1992 | Tullinge SK                    | Snättringe SK/OK Södertörn                        | Visättra                       | 374       |
| 1993 | IK Hakarpspojkarna             | Nynäshamns OK/IFK Tumba OK                        | Kalvö                          | 360       |
| 1994 | IK Hakarpspojkarna             | Järfälla OK/Väsby OK                              | Bruket                         | 339       |
| 1995 | OK Pan Kristianstad            | Täby OK/Enebybergs IF                             | Rinkebyskogen                  | 375       |
| 1996 | Helsingin Suunnistajat         | Snättringe SK/OK Södertörn                        | Kungens Kurva                  | 357       |
| 1997 | Rajamäen Rykmenti              | IFK Tumba/Mälarhöjdens IK                         | Vårsta                         | 357       |
| 1998 | Delta                          | Järfälla OK/Väsby OK                              | Tranbygge                      | 308       |
| 1999 | IFK Lidingö                    | Haninge SOK/OK Ravinen                            | Rudan                          | 341       |
| 2000 | Turun Suunnistajat             | Täby OK/Vallentuna-Össeby OL                      | Skogsberga                     | 335       |
| 2001 | Leksands OK                    | Snättringe SK/OK Södertörn                        | Hacksjön                       | 342       |
| 2002 | Södertälje-Nykvarn Orientering | IFK Tumba/Mälarhöjdens IK                         | Flottsbro                      | 335       |
| 2003 | Södertälje-Nykvarn Orientering | Järfälla OK/Väsby OK                              | Hansta                         | 340       |
| 2004 | Halden SK                      | Haninge SOK/OK Ravinen                            | Rudan                          | 344       |
| 2005 | Kalevan Rasti                  | Täby Orientering/Vallentuna-Össeby OL             | Skavlöten                      | 338       |
| 2006 | Kalevan Rasti                  | Snättringe SK/OK Södertörn                        | Visättra                       | 348       |
| 2007 | Södertälje-Nykvarn Orientering | IFK Tumba/Mälarhöjdens IK                         | Riksten                        | 351       |
| 2008 | Halden SK                      | Järfälla OK/Väsby OK                              | Rösjön                         | 354       |
| 2009 | Halden SK                      | Haninge SOK/OK Ravinen                            | Västerhaninge                  | 352       |
| 2010 | Stora Tuna OK                  | Täby OK/Vallentuna-Össeby OL                      | Vallentuna                     | 362       |
| 2011 | Tampereen Pyrintö              | Snättringe SK/OK Södertörn                        | Almnäs, Södertälje             | 364       |
| 2012 | Halden SK                      | IFK Tumba/Mälarhöjdens IK                         | Himmelsboda, Lida friluftsgård | 367       |
| 2013 | Halden SK                      | Järfälla OK/Väsby OK/Täby OK                      | Brunna                         | 393       |
| 2014 | IFK Lidingö                    | Haninge SOK                                       | Rudan                          | 390       |
| 2015 | Halden SK                      | Järfälla OK/Täby OK/Vallentuna-Össeby OL/Väsby OK | Lövsättra                      | 365       |
| 2016 | Halden SK                      | Snättringe SK/OK Södertörn                        | Gömmarskogen, Kungens Kurva    | 372       |
| 2017 | Tampereen Pyrintö              | Tullinge SK/IFK Tumba SOK                         | Vinterskogen , Botkyrka kommun | 374       |
| 2018 | IFK Göteborg                   | Attunda OK/Järfälla OK/Sundbybergs IK/Väsby OK    | Hägerstalund, Järvafältet      | 365       |
| 2019 | Tampereen Pyrintö              | Haninge SOK/OK Ravinen                            | Åby ängar, Västerhaninge       | 382       |
| 2022 | Stora Tuna OK                  | Snättringe SK/OK Södertörn                        | Flemingsberg                   | 319       |
| 2023 | OK Linné                       | IFK Tumba SOK/Tullinge SK                         | Lida friluftsgård              | 340       |
| 2024 | OK Linné                       | Haninge SOK/OK Ravinen                            | Rudan                          | 355       |
| 2025 |                                | Järfälla OK/Väsby OK/Waxholms OK                  | Bogesund                       |           |